# Flakstad
Flakstad est une commune de Norvège située sur l'archipel du Lofot, qui occupe l'île de Flakstad ainsi qu'une partie de celle de Moskenes.
Le chef-lieu de la commune est Ramberg
Flakstad est également le nom d'un village situé au nord de l'île de Flakstad.

## Quelques paysages de Flakstad

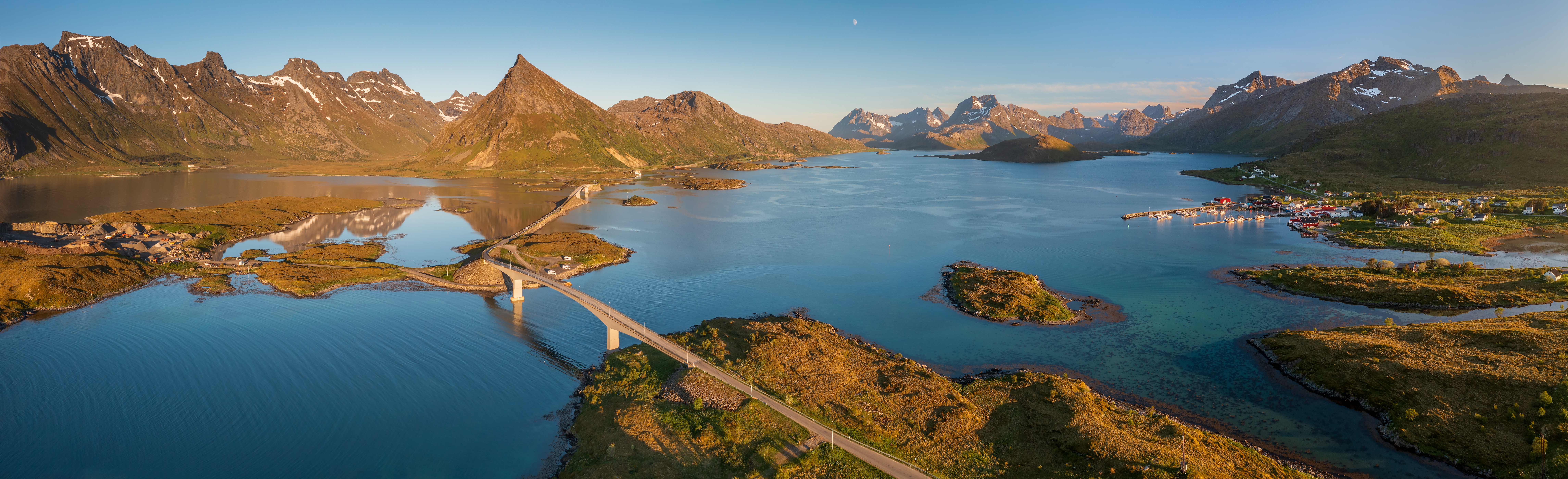
Flakstad, avec Hovdanvika, Selfjorden et Torsfjorden à Fredvang. Fredvang est le port sur la droite.

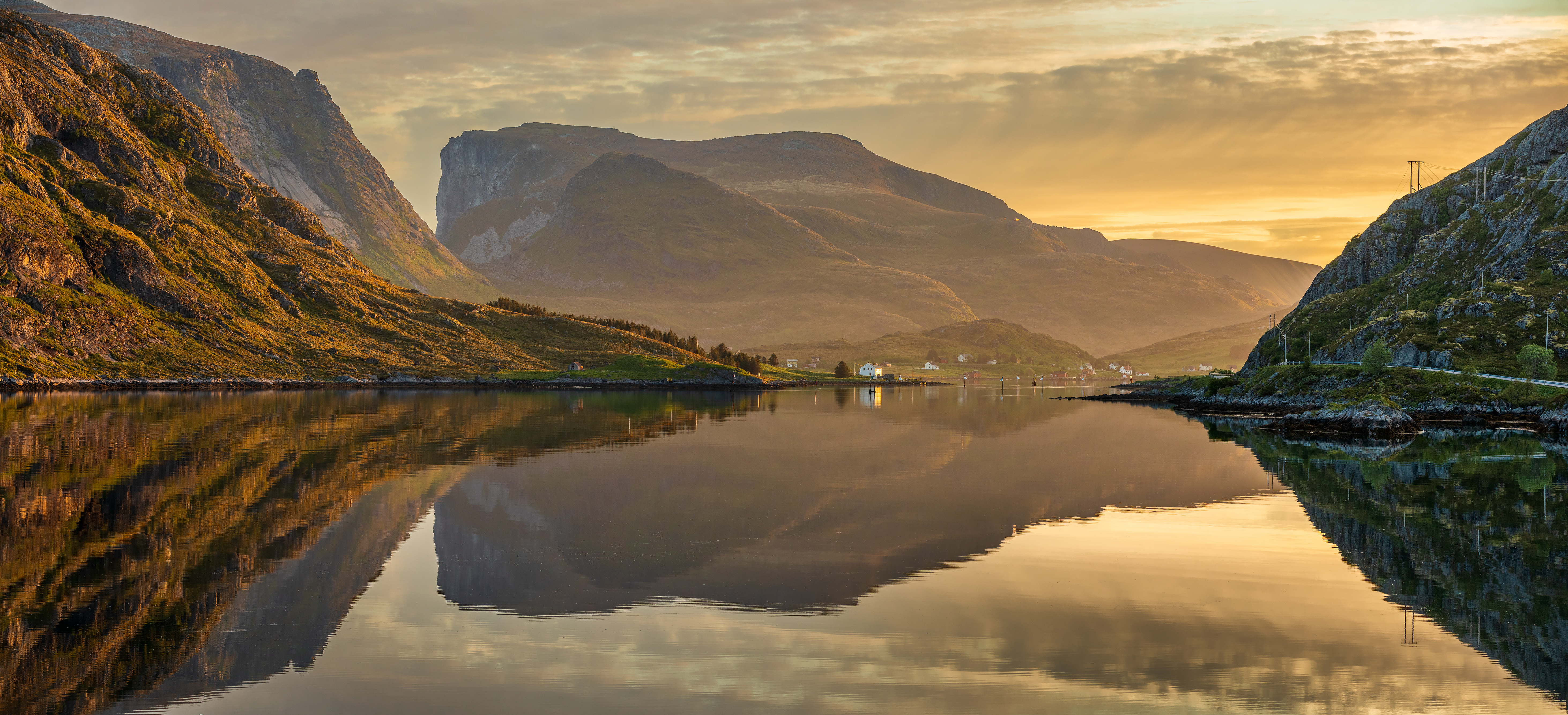
Les montagnes Ryten et Middagstinden par delà le Kåkersundet à Flakstad.

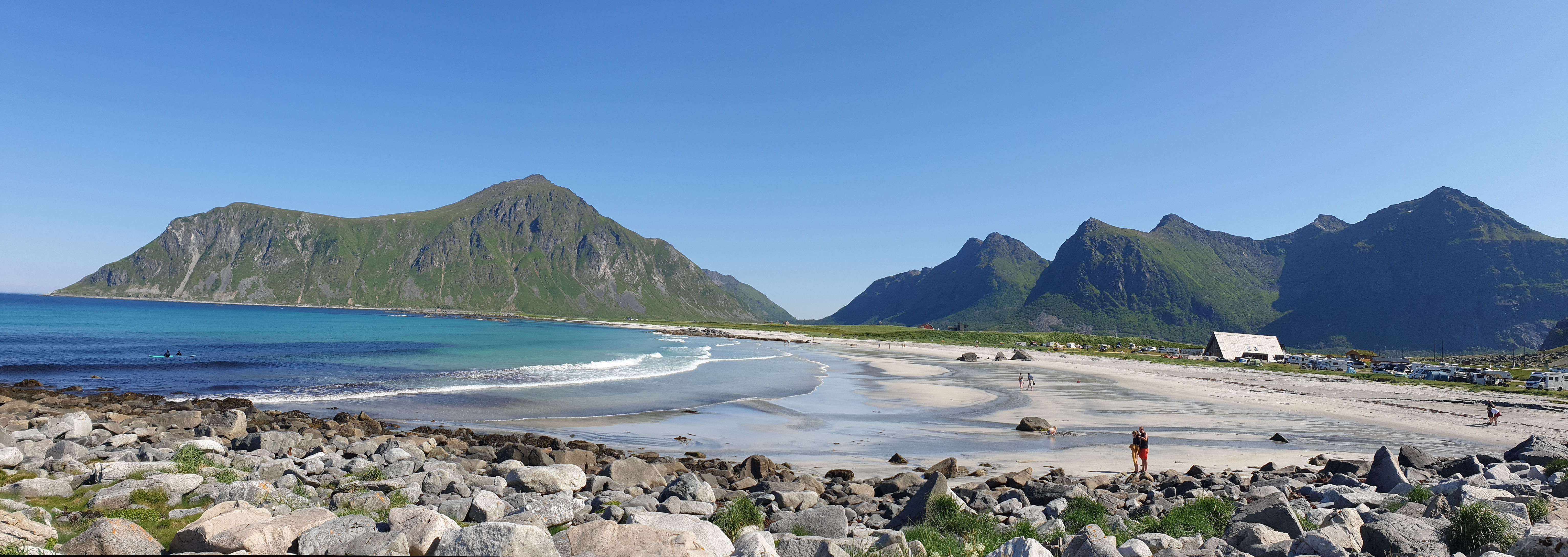
Flakstad

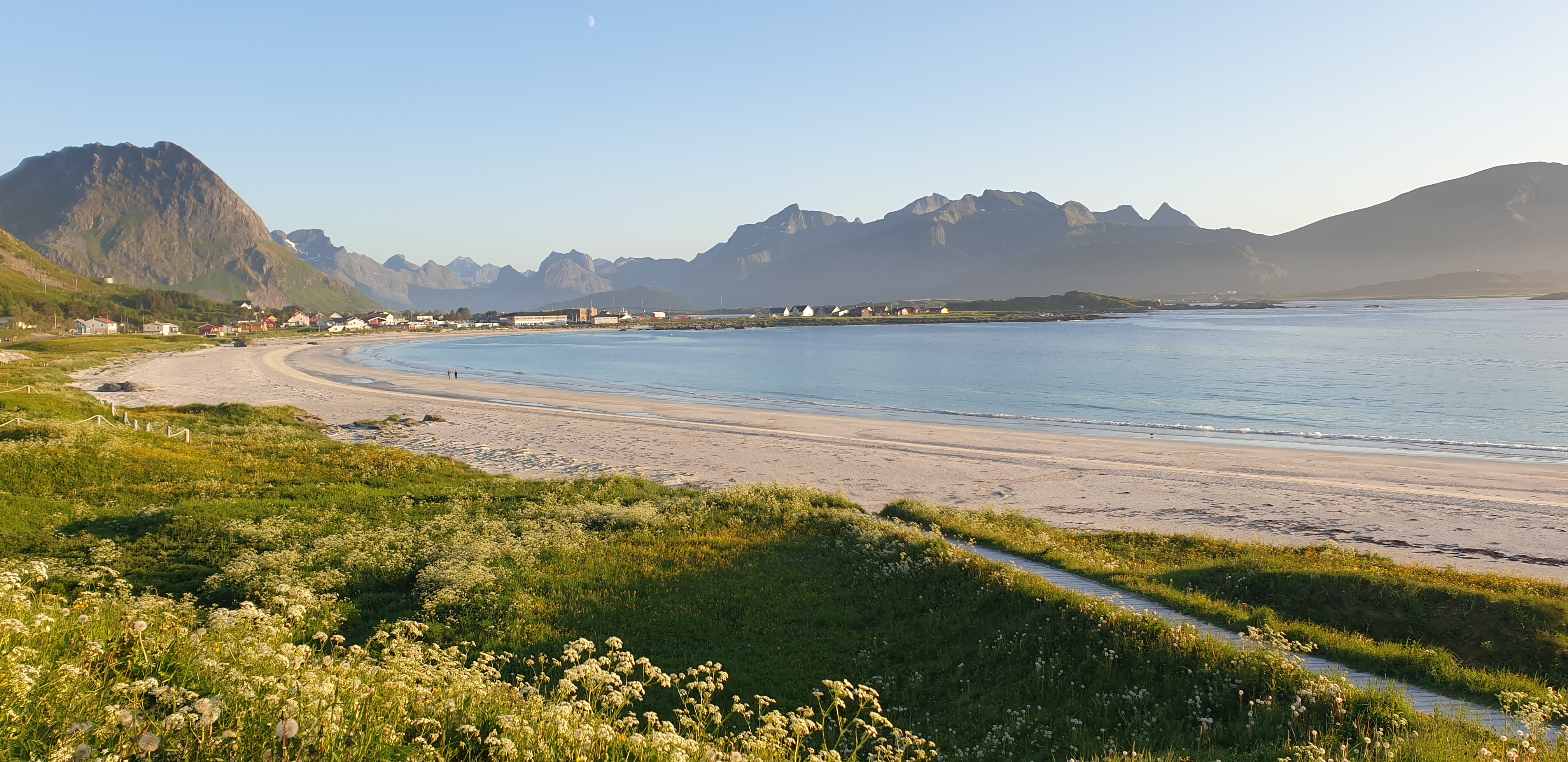
Ramberg La Plage

## Localités
- Flakstad ;
- Fredvang ;
- Krystad (68° 03′ 00″ N, 13° 10′ 00″ E) ;
- Mølnarodden ;
- Napp (68° 08′ 00″ N, 13° 27′ 00″ E) ;
- Nappsskardet ;
- Nusfjord (68° 02′ 00″ N, 13° 21′ 00″ E) ;
- Ramberg (68° 05′ 00″ N, 13° 14′ 00″ E) ;
- Sund ;
- Vareid (68° 07′ 00″ N, 13° 21′ 00″ E) ;
- Vikten (68° 09′ 00″ N, 13° 20′ 00″ E).